# Villaines-la-Juhel
 Villaines-la-Juhel  es una población y comuna francesa, en la región de Países del Loira, departamento de Mayenne, en el distrito de Mayenne y cantón de Villaines-la-Juhel.

## Demografía
| 2037 | 2321 | 2732 | 3081 | 3171 | 3179 |
| Para los censos de 1962 a 1999 la población legal corresponde a la población sin duplicidades (Fuente: INSEE [Consultar]) |      |      |      |      |      |